# Atalaya del Cañavate
Atalaya del Cañavate é um município da Espanha, na província de Cuenca, comunidade autônoma de Castela-Mancha. Tem 46,6 km² de área e em 2021 tinha 103 habitantes (densidade: 2,2 hab./km²). Limita com os municípios de Cañada Juncosa, San Clemente, Tébar e Vara de Rey.